# I Stjernerne staar det skrevet
I Stjernerne staar det skrevet er en dansk stumfilm fra 1915, der er instrueret af Hjalmar Davidsen efter manuskript af Inga Meyer Junghanns.

## Handling
Denne artikel mangler et handlingsreferat. Hjælp os med at skrive det.

## Medvirkende
- Alf Blütecher - Professor Elvin Ross, astronom
- Ellen Aggerholm - Alfi, professorens kone
- Svend Rindom - Dr. Bangert, astronom
- Ingeborg Jensen
- Dagmar Kofoed
- Ellen Fog
- Karen Christensen
- Fr. Bondesen
- Oluf Billesborg
- Agnes Andersen
- Franz Skondrup
- Holger Syndergaard
- Charles Willumsen
- Gabi Lijon
- Paula Ruff
- Erik Holberg